# Joséphin Péladan
Joséphin Péladan, cunoscut și sub numele de Sâr Mérodack (n. 28 martie 1858, Lyon - d. 27 iunie 1918, Neuilly-sur-Seine) a fost un  scriitor francez dar și un adept al rosencreuzianismului, mișcare spirituală și filozofică care a fost influențată de tradițiile mistice occidentale, cum ar fi Cabala și alchimia.

## Biografie

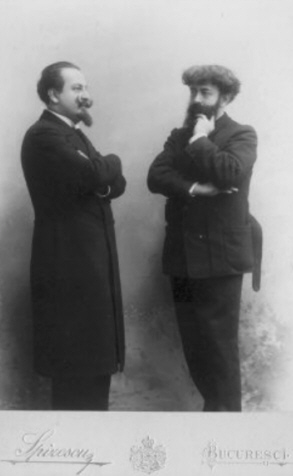
Alexandru Bogdan-Pitești și Joséphin Péladan, cu ocazia vizitei acestuia din urmă la București

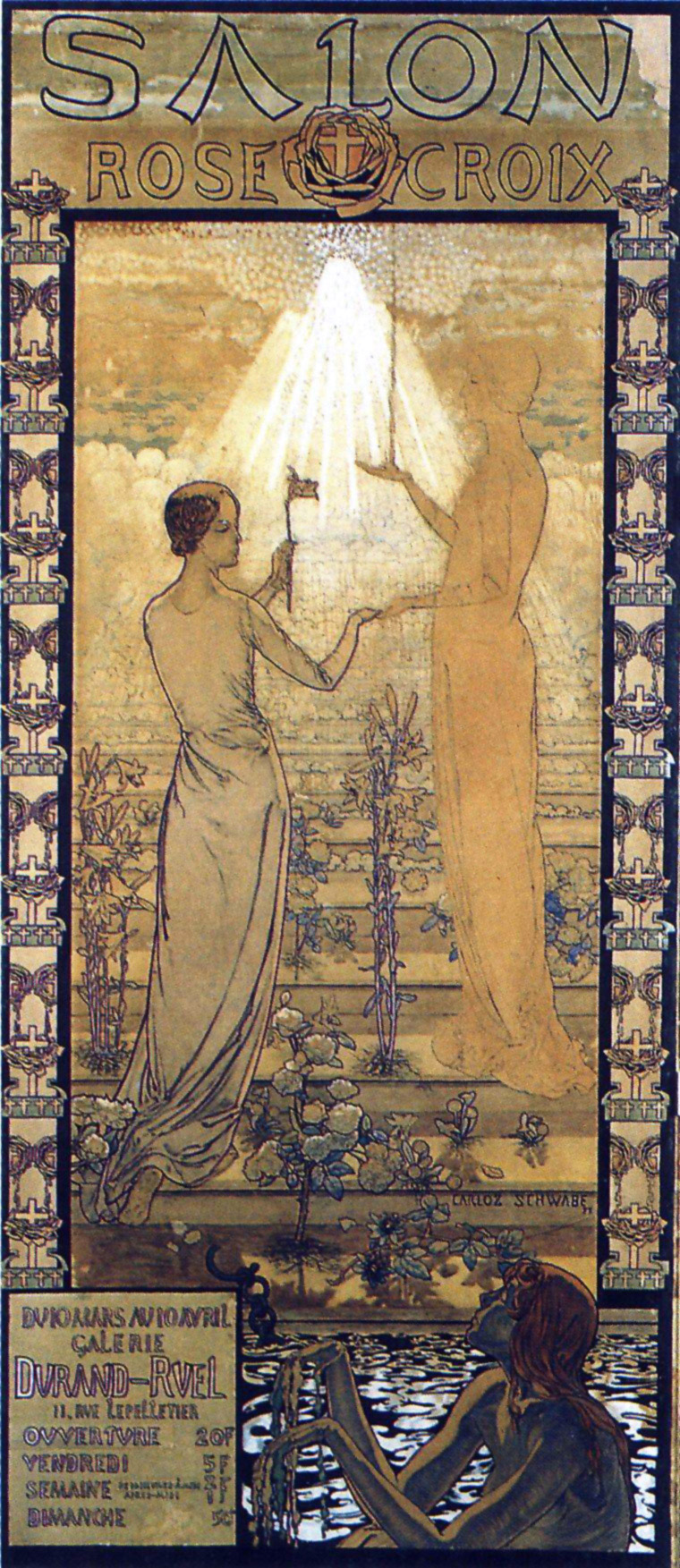
Afiș promoțional al Salonului de la Rose + Croix

Péladan s-a născut într-o familie profund catolică din Lyon și a primit o educație religioasă la colegiile iezuite din Avignon și Nîmes. După ce a eșuat la examenul de bacalaureat, s-a mutat la Paris, unde a început să lucreze ca critic literar și de artă. Interesul său pentru ocultism și alchimie a fost influențat de fratele său mai mare, Adrien, care a studiat și el aceste subiecte.
Péladan a devenit un membru activ al Renașterii Oculte Franceze, o mișcare spirituală și filozofică care a promovat idei esoterice și mistice. El a devenit o influență majoră în arta simbolistă din Franța și Belgia, promovând o estetică mistică și simbolică prin activitatea sa la Salonul Rose + Croix.
Cu toate acestea, personalitatea excentrică și stilul său dominant l-au făcut adesea subiectul ridiculizării și disprețului în timpul vieții sale. După moartea sa prematură cauzată de otrăvirea cu fructe de mare, Péladan a fost în mare parte uitat. Cu toate acestea, în ultimele decenii, lucrările sale au fost reconsiderate, iar contribuția sa la arta și literatura simbolistă au fost recunoscute și apreciate.

## Cariera
În 1882, Péladan a ajuns la Paris, unde Arsene Houssaye i-a oferit un loc de muncă la revista sa artistică, L'Artiste. Doi ani mai târziu, el a publicat primul său roman, Le Vice suprême, care a devenit instantaneu un succes în rândul publicului francez. Cartea a fost reeditată de mai multe ori și a marcat debutul lui Péladan ca romancier.
Romanele lui Péladan, inclusiv Le Vice suprême, sunt influențate de teme rozacruciene și oculte. El și-a prezentat întregul ciclu de romane, inclusiv cele planificate, în apendicele multor cărți. Péladan a fost influențat de învățăturile lui Eliphas Lévi, dar a pus un accent puternic pe principiile rozacruciene și pe atingerea idealurilor spirituale prin fapte bune în lume.
Poetul francez Stanislas de Guaita a fost influențat de romanul lui Péladan și s-a interesat și el pentru ocultism. Cei doi au început o corespondență și s-au întâlnit la Paris, iar Péladan l-a inițiat pe de Guaita în ordinul său rozacrucian. De Guaita și Péladan au împărtășit viziunea de a construi o școală ezoterică care să amestece și să revitalizeze ordinele ezoterice istorice.
În 1888, Péladan, de Guaita și Encausse au fondat Ordinul Cabalistic al Rozacrucienilor (Ordre Kabbalistique de la Rose-Croix, O.K.R.C.). În cadrul Ordinului Cabalistic al Rozacrucienilor (O.K.R.C.), membrii primeau pregătire într-o formă sincretică de Cabala, care își are originea într-o formă ezoterică de misticism evreiesc și încearcă să dezvăluie înțelepciunea ascunsă și natura divină din Biblia ebraică. Alți membri ai consiliului aduceau elemente din gândirea Martinismului, masoneriei și Teosofiei. Ordinul organiza examinări și acorda diplome universitare în subiecte ezoterice. De Guaita deținea o bibliotecă privată mare de cărți despre probleme metafizice, magie și "științele ascunse". El era cunoscut ca "Prințul Rozicrucienilor" datorită cunoștințelor sale ample în problemele rozicruciene.
În timp, colaborarea dintre De Guaita, Papus și Péladan a devenit din ce în ce mai tensionată din cauza dezacordurilor privind strategia și doctrina. Péladan a plecat să își înființeze propriul ordin, care să se apropie mai mult de propria sa viziune. În iunie 1890, el a creat Ordre du Temple de la Rose + Croix, cu o structură aproape catolică. El s-a autodesemnat Mare Maestru și a creat o structură deschisă în trei nivele: scutier, cavaler și comandant. Membrii și adepții puteau să își pună în slujba ordinului talentele și inclinațiile personale, prin intermediul artelor și științelor, prin intermediul unei versiuni reformate a credinței catolice sau printr-un abordare mai mistică a comuniunii cu Duhul Sfânt. Péladan își imagina o rețea internațională de membri care să aplice cele mai bune talente umane pentru o abordare umanistă a vieții.
Ordinul lui Péladan a atras atenția prin activitățile sale publice, inclusiv organizarea de expoziții de artă și concerte de muzică simfonică, precum și prin publicarea de reviste și cărți. În ciuda atragerii de membri și a simpatizanților, ordinul a început să se prăbușească în anii 1900 și s-a dizolvat la moartea lui Péladan în 1918. Cu toate acestea, influența sa asupra mișcărilor oculte și artistice a continuat să se facă simțită pe termen lung.

## Publicații
Péladan a fost un autor prolific, scriind peste o sută de cărți, romane și piese de teatru, toate interconectate într-o structură elaborată. El a folosit o varietate de canale de comunicare pentru a ajunge la un public larg, din toate mediile sociale. Romanul său, Le vice suprême, a fost un succes imediat, iar alte romane ale sale au fost considerate lucrări simbolice, concepute pentru a declanșa o trezire ezoterică în cititori.
Pe lângă romanele sale, Péladan a scris și lucrări ezoterice de non-ficțiune, care au fost concepute ca ghiduri pentru auto-inițierea solitară. Aceste lucrări au acoperit o gamă largă de subiecte, inclusiv magie, simbolism, rozacrucianism și Cabala. Péladan a fost cunoscut pentru abordarea sa originală și inovatoare a acestor subiecte, și a avut o influență semnificativă asupra mișcărilor oculte și artistice din Franța și din întreaga lume.

### Opere principale
- Le Vice suprême , roman, 1884
- Curieuse, 1885
- Istar, 1888
- Comment on devient mage, 1891
- Babylone, tragedie, 1895
- Le Prince de Byzance, tragedie, 1896
- Œdipe et le Sphinx, tragedie în proză, 1903
- De Parsifal à don Quichotte, eseu, 1906.